# Justicia asystasioides
Justicia asystasioides är en akantusväxtart som först beskrevs av Gustav Lindau, och fick sitt nu gällande namn av M.E. Steiner. Justicia asystasioides ingår i släktet Justicia och familjen akantusväxter. Inga underarter finns listade i Catalogue of Life.